# Jeremiasz I (patriarcha Konstantynopola)
Jeremiasz I, gr. Ιερεμίας Α' (zm. 13 stycznia 1546) – ekumeniczny patriarcha Konstantynopola, od 31 grudnia 1522 r. do śmierci.

## Życiorys
W 1524 podczas pielgrzymki Jeremiasza do grobu Chrystusa w Jerozolimie, wrogie wobec niego stronnictwo w sposób niekanoniczny wybrało na urząd patriarszy metropolitę Joannikiosa. W odpowiedzi Jeremiasz zwołał sobór w Jerozolimie, na który zaprosił patriarchów jerozolimskiego, antiocheńskiego i aleksandryjskiego. Decyzją soboru Joannikios wraz ze swymi poplecznikami został potępiony i zmuszony do ustąpienia. Ponieważ jednak Joannikios zdobył uznanie sułtana Selima I, czasami jest on uwzględniany w spisach patriarchów Konstantynopola.
Jeremiasz wiele uwagi poświęcał świętym miejscom prawosławia, odnawiał świątynie, zakładał nowe klasztory, itp. Doprowadził do reaktywacji w 1543 r. na świętej górze Athos, na miejscu niegdysiejszej pustelni, klasztoru Stawronikita, istniejącego do dzisiaj. Gdy w 1537 r. sułtan osmański Sulejman Wspaniały nakazał zniszczyć wszelkie świątynie chrześcijańskie w miastach zdobytych siłą zbrojną, Jeremiasz odwiódł sułtana od tej decyzji.